# Palloptera elegans
Palloptera elegans är en tvåvingeart som beskrevs av Merz och Chen 2005. Palloptera elegans ingår i släktet Palloptera och familjen prickflugor. Inga underarter finns listade i Catalogue of Life.